# Rada Miejska w Międzylesiu

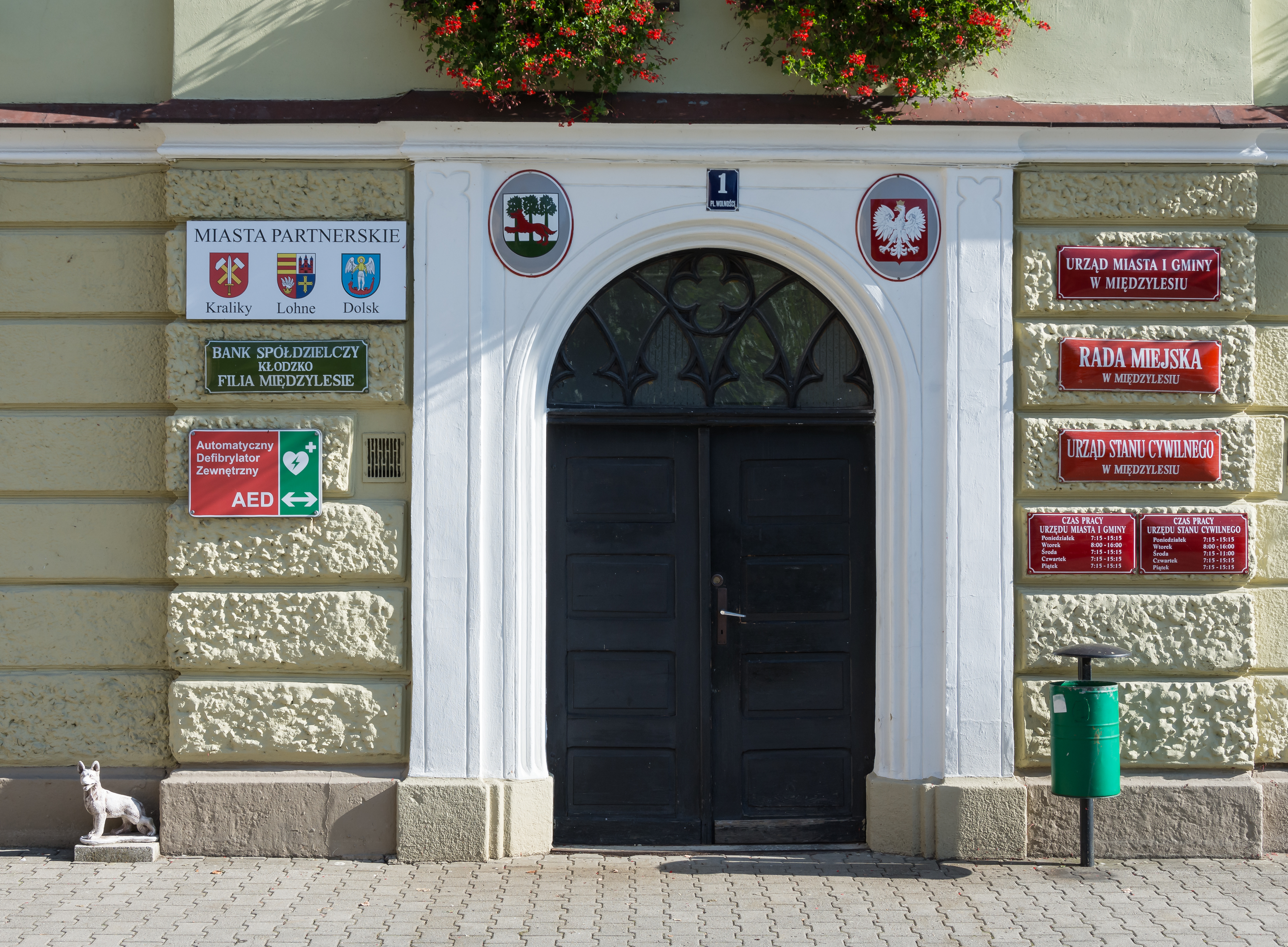
Wejście do ratusza w Międzylesiu

Rada Miejska w Międzylesiu – stanowiący i kontrolny organ władzy samorządowej w gminie Międzylesie. Funkcjonuje od 1990 roku. W jej skład wchodzą radni wybierani na terenie gminy w wyborach bezpośrednich na kadencje trwające pięć lat, licząc od dnia wyboru (w latach 1990–2018 kadencja ta wynosiła 4 lata). Rada Miasta i Gminy Międzylesie liczy 15 radnych. Na ich czele stoi przewodniczący, którego wspomaga wiceprzewodniczący. Od 2024 przewodniczącą jest Danuta Kałużna, funkcję wiceprzewodniczącego pełni od 2024 Adam Polański.

## Wybory do rady miejskiej
Radni do Rady Miejskiej w Międzylesiu są wybierani aktualnie w wyborach co 5 lat. Do 2014 roku wybierani byli w siedmiu okręgach wyborczych w ordynacji proporcjonalnej. Współcześnie jest ona wybierana w piętnastu jednomandatowych okręgach wyborczych, którym przyporządkowane jest dziewięć stałych obwodach głosowania. Zasady i tryb przeprowadzenia wyborów określa odrębna ustawa. Skrócenie kadencji rady miasta i gminy może nastąpić w drodze referendum gminnego.
Współczesne okręgi wyborcze do Rady Miasta i Gminy obejmują swoim zasięgiem następujące obszary gminy Międzylesie: 6 w Międzylesiu, Boboszów–Kamieńczyk–Smreczyna, Gniewoszów–Lesica–Niemojów–Różanka, Gajnik–Nagodzice–Roztoki, 2 w Długopolu Górnym, 2 w Domaszkowie, Goworów–Jaworek–Michałowice–Nowa Wieś, Dolnik–Jodłów–Pisary–Potoczek–Szklarnia.

## Siedziba rady
Rada Miejska w Międzylesiu ma siedzibę w budynku ratusza miejskiego, znajdującego się przy pl. Wolności 1. Początki obecnej budowli sięgają XVIII wieku i była to budowla w stylu barokowym, co potwierdzają ówczesne jego wizerunki. W 1881 roku ratusz przeszedł gruntowną przebudowę, która nadała mu cech budowli neogotyckiej. Jest to budynek trzykondygnacyjny, siedmioosiowy (środkowa oś zdublowana), z boniowanym przyziemiem oraz środkowym, płytkim ryzalitem zwieńczonym sterczynowym pseudoszczytem, stylizowanym na wieżyczkę z zegarem. Na narożnikach budowli znajdują się podobne sterczynki.

## Organizacja rady
Radę Miejską w Międzylesiu tworzy obecnie 15 radnych, wybierających spośród siebie przewodniczącego i wiceprzewodniczącego. Radni pracują w tematycznych komisjach stałych i doraźnych. Komisje Stałe:
Komisja Budżetu, Finansów i Rozwoju Gospodarczego
Komisja Rolnictwa, Leśnictwa i Ochrony Środowiska
Komisja Spraw Bytowych i Bezpieczeństwa
Komisja Zdrowia, Oświaty i Kultury
Komisja Rewizyjna

## Przewodniczący Rady Miejskiej
- I kadencja (1990–1994)
- II kadencja (1994–1998) – Antonina Leśniak-Osadkowska, wiceprzewodniczący Tomasz Tur[15]
- III kadencja (1998–2002) – Antonina Leśniak-Osadkowska, wiceprzewodniczący Jerzy Błażejewski[15]
- IV kadencja (2002–2006) – Jerzy Marcinek, wiceprzewodniczący Jerzy Błażejewski
- V kadencja (2006–2010) – Jerzy Marcinek, wiceprzewodniczący Jerzy Błażejewski
- VI kadencja (2010–2014) – Jerzy Marcinek, wiceprzewodnicząca Maria Tatarek[16]
- VII kadencja (2014–2018) – Jerzy Marcinek, wiceprzewodnicząca Janina Mokra[17]
- VIII kadencja (2018–2024) – Jerzy Marcinek, wiceprzewodnicząca Janina Mokra[18]
- IX kadencja (2024–2029) – Danuta Kałużna, wiceprzewodniczący Adam Polański[4]